# Leoncio Baglietto
Leoncio Baglietto González fue un escultor español del siglo XIX, hijo de Santiago y hermano de Joaquín.

## Biografía
Natural de Murcia e hijo del escultor italiano Santiago Baglietto, Leoncio fue discípulo de los estudios dependientes de la Real Academia de Bellas Artes de San Fernando. En 1854, trabajó en Cádiz la estatua de fray Domingo de Silos Moreno, obispo de aquella diócesis. Ossorio y Bernard recoge lo que un periódico de la época dijo sobre la obra: «Dibujo correcto, grandes y regulares proporciones, ropas bien plegadas, natural acusado con inteligencia y economía, movimiento delicado y filosofía en el momento elegido para representar a su héroe, tales son las excelentes cualidades que ha sabido adecuar en su primera obra monumental el joven y aventajado artista D. Leoncio Baglieto».
Realizada en 1850, se le atribuye la factura de la imagen de Nuestra Señora de los Dolores, de El Viso del Alcor; la cual, tallada en cedro y policromada al óleo, posee unas dimensiones de 154 centímetros de altura; es de candelero y responde al modelo de imagen de vestir con busto, manos talladas y brazos articulados. La Virgen dolorosa es una advocación mariana que representa los Dolores de María, en concreto, el sufrimiento de la madre de Cristo al pie de la cruz “Stabat Mater” ante los designios de su pasión.
En la exposición que se celebró en Sevilla en 1858, obtuvo una medalla de plata por un busto colosal de Murillo, modelado en barro y sacado en yeso a molde perdido, obra que presentó igualmente a la Exposición Nacional de 1860, donde, según las palabras Ossorio y Bernard, «se hizo notar por su carácter artístico y la vida e inteligencia que resplandecían en la cabeza del pintor sevillano».
Fue, asimismo, académico por la escultura de la Real Academia de Bellas Artes de Santa Isabel de Hungría y profesor de modelado y vaciado de adorno en las enseñanzas elementales de aquella escuela. La Diputación de Sevilla le encomendó estudiar el arte y la industria de la Exposición Universal de Viena de 1873.